# Cebrio guyonii
Cebrio guyonii là một loài bọ cánh cứng trong họ Cebrionidae. Loài này được Guerin-Meneville miêu tả khoa học năm 1844.